# Estadio Monumental
Estadio Monumental Antonio Vespucio Liberti (El Monumental) – stadion sportowy w Buenos Aires, na którym swe mecze rozgrywa CA River Plate oraz reprezentacja narodowa.

## Historia
Stadion otwarto 25 maja 1938 roku. W inauguracyjnym meczu zespół River Plate zmierzył się z urugwajskim CA Peñarol – gospodarze zwyciężyli 3:1. Stadion może pomieścić ok. 65 tys. widzów. Przed finałami MŚ 1978 został gruntownie odnowiony. W 1986, poprzez dodanie do oficjalnej nazwy jego imienia i nazwiska, uhonorowano długoletniego prezesa River – Antonio Vespucio Libertiego.
Podczas argentyńskich finałów na El Monumental odbyło się dziewięć spotkań, w tym mecz otwarcia (Niemcy – Polska 0:0) oraz zwycięski dla gospodarzy finał z Holandią (3:1, po dogrywce).

## Otoczenie
Wokół stadionu znajduje się kompleks hal sportowych (tenis, koszykówka), boisk treningowych oraz parking. Na Estadio Monumental swe mecze rozgrywa, oprócz kadry piłkarskiej (np. mecze eliminacyjne MŚ), także reprezentacja Argentyny w rugby union mężczyzn, posiada również bieżnię lekkoatletyczną. Odbywają się na nim koncerty największych gwiazd muzyki (The Rolling Stones, Iron Maiden, Madonna, U2, Michael Jackson, Rod Stewart, Red Hot Chili Peppers, INXS, AC/DC), Taylor Swift.

## Zdjęcia

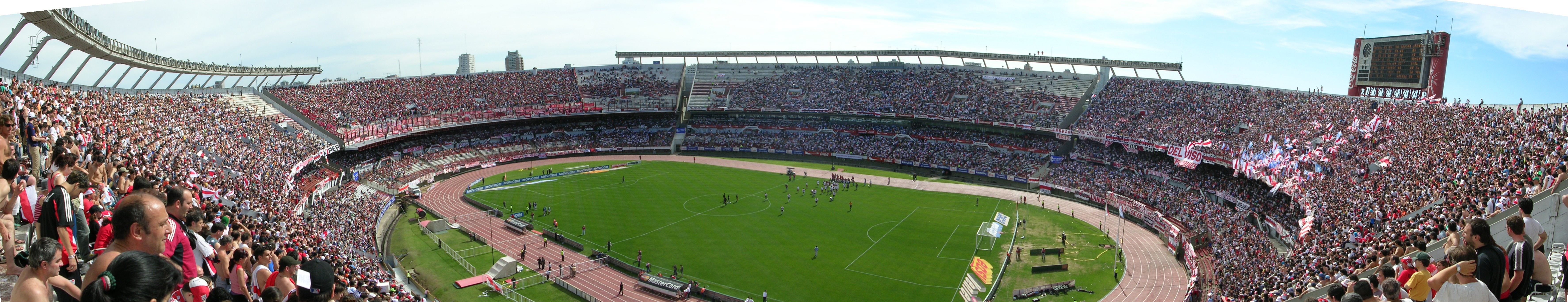
Panoramiczny widok z trybun.